# Порше, Фердинанд
Фердинанд По́рше (нем. Ferdinand Porsche; 3 сентября 1875, Мафферсдорф, Австро-Венгрия — 30 января 1951, Штутгарт, ФРГ) — немецкий конструктор автомобилей и бронетанковой техники. Основатель компании Porsche. Знаменит как создатель танка "Tiger (P)", тяжелой САУ "Фердинанд", сверхтяжёлого танка "Маус" и как создатель самого популярного автомобиля в истории автомобилестроения, вошедшего в историю под именем Volkswagen Käfer.

## Биография

### Ранние годы
Фердинанд Порше родился 3 сентября 1875 года в маленьком городке Мафферсдорф (ныне Вратиславице, Чехия) в семье судетских немцев. Отец Фердинанда — Антон Порше, владел ремонтной мастерской. Умелый жестянщик, он пользовался уважением местных жителей и даже избирался на должность мэра. У Фердинанда были также старший брат и старшая сестра. Антон Порше собирался сделать своим наследником старшего сына, но тот погиб в результате несчастного случая, когда работал подмастерьем в мастерской. После этого старшим сыном и наследником отца стал Фердинанд Порше.
В мастерской отца юноша начал работать с 15 лет. В то время у него не было сомнений в том, что он пойдёт по стопам отца. Но вскоре его интересы поменялись и он решил поступать в техническое училище. С утра он работал в мастерской отца, а вечером отправлялся на занятия в училище в соседний Райхенберг (ныне Либерец, Чехия).

### Автомобильный конструктор

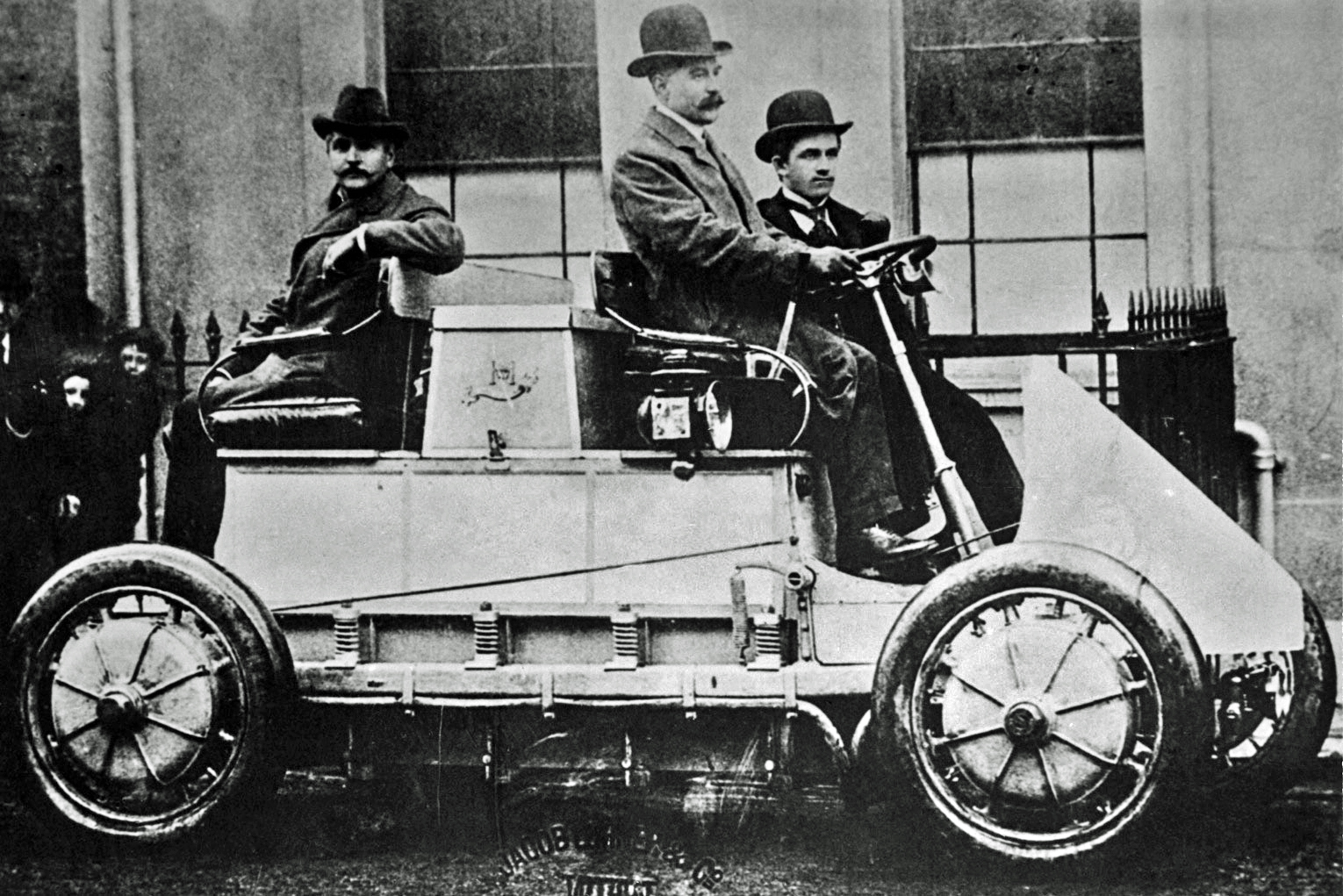
Автомобиль Lohner-Porsche, 1900 год

В 1898 году у Порше появляется революционная идея автомобиля с электроприводом. Перед ним была поставлена непростая задача — сконструировать такой автомобиль на электрической тяге, который бы быстро передвигался и при этом хорошо продавался. Природные данные Фердинанда Порше раскрылись с первых же недель работы над новым проектом. Опытный образец получился удачным. Машина была компактной, быстрой — она могла передвигаться с неплохой для конца XIX века скоростью 40 километров в час, — но при этом тяжёлой. Значительную часть веса машины составляли ёмкие свинцовые аккумуляторные батареи. Их запас хода был невелик — автомобиль мог проехать порядка 80 км на полной зарядке, а заряд батареи занимал неделю. После её презентации Лонеру он получает должность главного конструктора компании и приступает к разработке. Самодвижущийся экипаж, получивший название Lohner-Porsche, имел два электромотора мощностью две с половиной лошадиных сил каждый. Механическая трансмиссия отсутствовала, а электромоторы располагались в ступицах передних колёс — это был первый переднеприводной электромобиль. Кроме того, машина не была чисто электромобилем, в ней стоял небольшой бензиновый двигатель, вращающий генератор. Генератор вырабатывал ток, который подзаряжал аккумулятор, а тот в свою очередь питал силовые электродвигатели. Таким образом это была первая демонстрация гибридной силовой установки, состоящей из двигателя внутреннего сгорания, аккумуляторов и электродвигателей. Это изобретение получило Гран-при Парижской всемирной выставки 1900 года. Лонер считал образец очень удачным и с удовольствием разъезжал на электромобиле Порше, однако сам Фердинанд Порше считал этот проект до конца нереализованным.
В 1906 году Порше стал техническим директором и главным конструктором венской фирмы, производившей автомобили Austro-Daimler. Под его руководством создаются модели Prinz-Heinrich, Sascha, ADM и ADR. За разработку военной техники (машин с гибридными силовыми установками, моторов для дирижаблей и самолётов) в годы Первой мировой войны Порше, не имевший высшего образования, удостоился звания заслуженного профессора Венского технического университета и получил от кайзера крест «За заслуги».
В 1926 году Фердинанд занял должность главного инженера штутгартской компании Daimler-Benz AG, где возглавил постройку гоночного автомобиля с двухлитровым двигателем. Самыми знаменитыми Mercedes, созданными под началом Порше, стали спортивные — S и SS.
В 30-х годах Фердинанд Порше был приглашён в СССР и побывал на авиационных и танковых заводах. Ему было предложено переехать со всем своим конструкторским бюро в СССР и работать по специальности в области танкостроения, авиационной и автомобильной промышленности. Но он отказался. Позже, уже во время Второй мировой войны германская военная разведка потребовала от него данных о русской военной промышленности: об оборудовании, технологических секретах, о выплавке стали.
25 апреля 1931 года в Штутгарте открылось конструкторское бюро Porsche. (Dr. Ing. h.c. F. Porsche GmbH), занявшееся разработкой двигателей всех типов, а также автомобилей и мотоциклов.

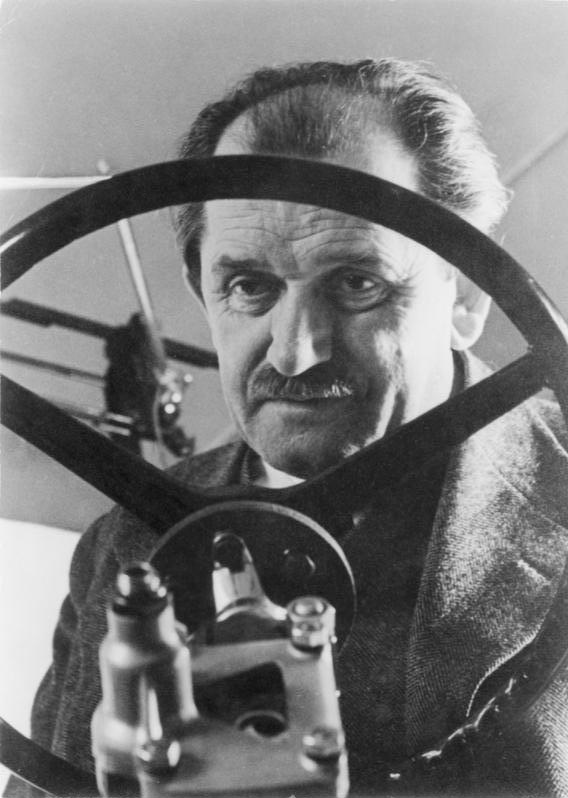
Фердинанд Порше, 1940 год

Вскоре по заказу фирмы Zundapp были построены три экземпляра Volksauto, ставшего прообразом знаменитого «Жука» (нем. Käfer). Историки и биографы утверждают: если бы Порше разработал одну только эту машину, его имя и тогда вошло бы в историю мировой автомобильной промышленности.

### Вторая мировая война
За время войны бюро Porsche создало вездеходы и амфибии на базе «Жука» и боевые машины: тяжёлый танк «Tiger (P)», противотанковую САУ «Фердинанд» и сверхтяжёлый танк «Maus» (с нем. — «Мышь»), которые ни разу не принесли военных успехов Третьему рейху на поле боя.
В конце 1943 года при налёте союзной авиации был уничтожен весь архив бюро. В начале следующего года уцелевшее оборудование и документы были перевезены в австрийский городок Гмюнд и размещены в здании местной лесопилки. Именно здесь Фердинанд Порше и его 36-летний сын Фердинанд «Ферри» Антон Эрнст встретили окончание войны.

### Послевоенный период
В декабре 1945 года отца и сына арестовали по делу, возбуждённому французским министерством юстиции. Почти 20 месяцев Фердинанд провёл в тюрьме (Ферри выпустили в марте 1946 года). Лишь 1 августа 1947 года с профессора сняли обвинения, правда, взяли подписку о невыезде в течение года из французской зоны оккупации. Это обстоятельство, а также серьёзно подорванное в заключении здоровье заставили Фердинанда отойти от руководства бюро и ограничиться консультированием сына и его помощников.
После освобождения Австрии её правительство наложило арест на всё германское имущество и банковские счета, в том числе и на капитал бюро Porsche. Пришлось срочно искать спонсоров. Эту роль взяли на себя два немца — руководители цюрихского рекламного агентства фон Ценгер и Бланк.
Возвращение бюро в Германию состоялось в конце 1949 года. Производство въехало в мастерские, арендуемые у размещённой в Цуффенхаузене, районе Штутгарта, кузовостроительной фирмы Reutter. 30 января 1951 года Порше, перенёсший инсульт, скончался. Полнота власти в фирме перешла к Ферри.
В 1953 г. инженер компании "Mercedes-Benz" Бела Барени в суде доказал право считаться автором технической концепции и конструкции автомобиля Volkswagen Beetle ("Жук") (нем. Käfer).

## Память
В маленьком австрийском городе Гмюнд в Каринтии, где сохранились крепостные ворота, старый замок и средневековый город окружённый Альпами, открыт необычный музей. В частном музее Хельмута Пфейхофера собрана отличная коллекция автомобилей Porsche. В этом городе был построен первый автомобиль Porsche, изготовленный основателем компании Фердинандом Порше.